# Exposición Internacional de Budapest (1971)
La Exposición Especializada de Budapest de 1971 estuvo regulada por la Oficina Internacional de Exposiciones y tuvo lugar del 27 de agosto al 30 de septiembre de dicho año en la ciudad húngara de Budapest. Su tema fue la caza. Tuvo una superficie de 33 hectáreas y recibió a 1.900.000 visitantes.

## Países participantes
En esta exposición especializada participaron 35 países:
| Países participantes          | Países participantes | Países participantes | Países participantes |
| ----------------------------- | -------------------- | -------------------- | -------------------- |
| República Democrática Alemana | Alemania Occidental  | Austria              | Bélgica              |
| Bulgaria                      | Camerún              | Chile                | Cuba                 |
| Checoslovaquia                | Dinamarca            | Egipto               | España               |
| Etiopía                       | Finlandia            | Francia              | Hungría              |
| India                         | Irán                 | Islandia             | Italia               |
| Kenia                         | Líbano               | Mongolia             | Países Bajos         |
| Polonia                       | Reino Unido          | Rumania              | Sudán                |
| Suecia                        | Suiza                | Tanzania             | Uganda               |
| Unión Soviética               | Yugoslavia           | Zambia               |                      |